# 3731 Хенкок
3731 Хенкок (3731 Hancock) — астероїд головного поясу, відкритий 20 лютого 1984 року.
Тіссеранів параметр щодо Юпітера — 3,065.